# 앤젤 올슨
앤젤 올슨(Angel Olsen, 1987년 1월 22일 ~ )은 미국의 포크 록 및 인디 록 싱어송라이터이자 기타 연주자다. 미주리주 세인트루이스에서 자랐고, 현재 노스캐롤라이나주 애슈빌에서 거주 중이다. 그녀는 자신의 솔로 경력을 쌓기 전, 보니 '프린스' 빌리와 카이로 갱과 함께 녹음 작업을 하거나 투어에서 백 싱어를 맡았다.

## 경력
올슨은 세 살 때 출산 직후부터 돌보아 준 수양 가정에 입양되었다. 올슨은 그들이 입양한 마지막 아이로, 그녀는 "저희 엄마는 아이들을 위한 능력이 있었습니다."라고 설명했다. 올슨과 부모의 나이차는 그녀에게 인상을 남겼다. 그녀는 "저희 사이에는 수십 년이라는 나이차가 존재해서, 전 그들의 어린 시절이 어떠했는지에 더욱 관심을 갖게 되었습니다."라고 했으며, 부모는 둘 다 여전히 세인트루이스에 살고 있다고 말했다. 또한 "제 또래의 아이보다 30대나 50대가 되면 환상적일 것이라고 생각했다"는 말도 했다.
청소년기 그녀의 포부는 "팝 스타"가 되는 것이었으나, 이런 관심사는 이후 고등학교에 진학하면서 바뀌었다. 내성적으로 변모한 올슨은 펑크 록에 관심을 갖고 크리스천 록 쇼에 참여했다. 그녀는 피아노와 기타를 배워 자신만의 노래를 쓰기 시작했다. 올슨은 타워 그루브 크리스천 대학에서 2년을 다닌 뒤 시카고로 이사했다.
자신의 첫 EP인 《Strange Cacti》을 발표한 후 데뷔 음반 《Half Way Home》을 버세틱 레코드를 통해 발표했다. 올슨은 레코드 레이블 잭재규어와 계약을 맺고, 처음으로 밴드를 기용하여 제작한 음반 《Burn Your Fire for No Witness》을 2014년 2월 17일에 발표했다. 올슨의 세 번째 음반인 《My Woman》은 2016년 9월 2일 발표되었다.
보니 "프린스" 빌리와 카이로 갱과의 작업 외에도, 올슨은 캡앤 재즈의 팀 킨셀라. 윌코의 리로이 바흐, 그리고 캐스 매콤즈와 같은 미국 인디 록의 유명 인사와도 공동 작업했다. 킨셀라와 바흐, 그리고 시카고의 시인인 마빈 테이트와 공동 작업한 〈Tim Kinsella sings the songs of Marvin Tate by LeRoy Bach featuring Angel Olsen〉은 2013년 12월 3일 인디애나폴리스 소재 레이블인 조이풀 노이즈 레코딩에서 발표되었다.

## 음반 목록

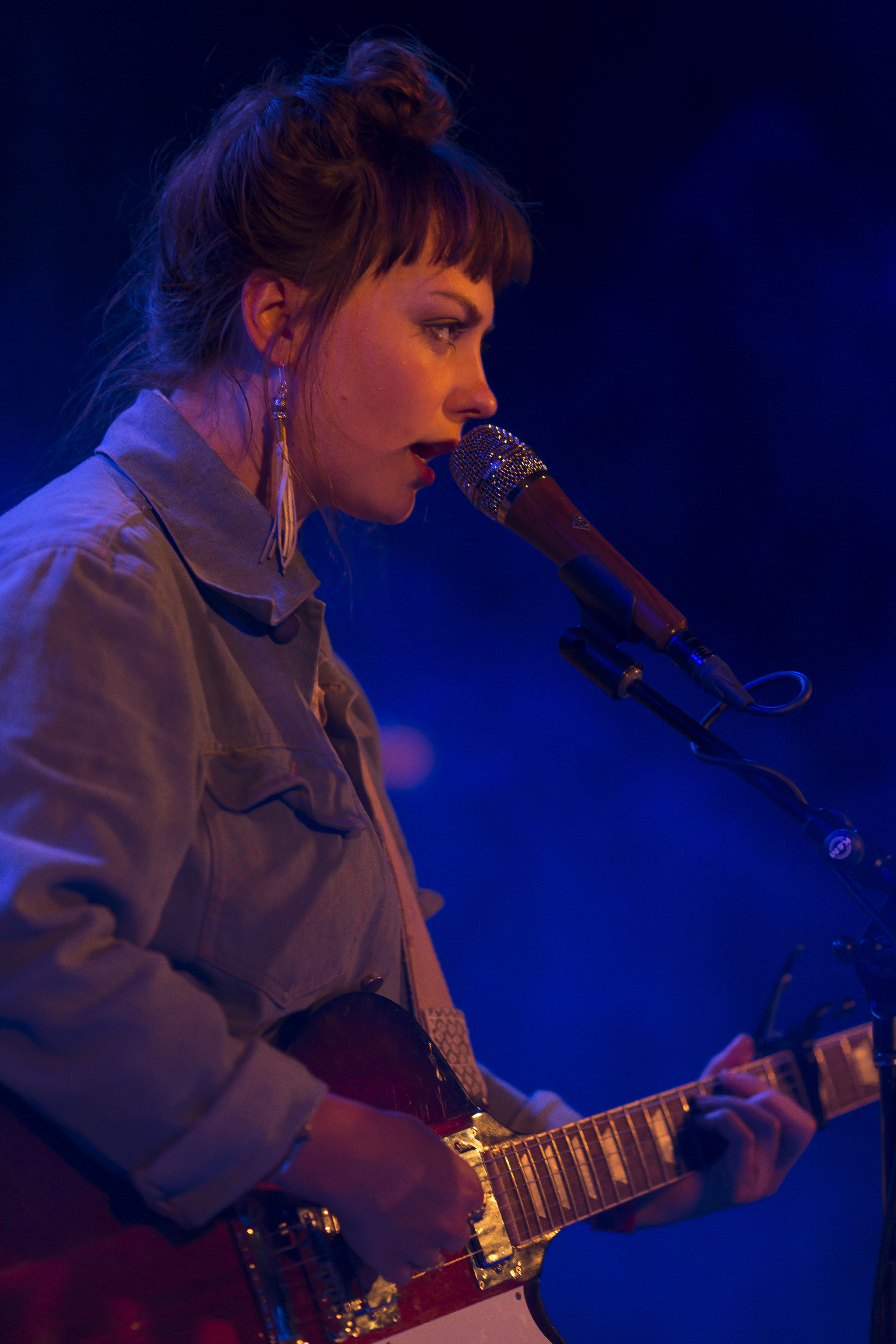
2015년 2월 3일의 올슨

### 솔로 음반
음반
| 발매일      | 제목                              | 레코드 레이블                           | 비고                            |
| ----------- | --------------------------------- | --------------------------------------- | ------------------------------- |
| 2011년 4월  | 《Strange Cacti》                 | 버세틱 레코드                           | LP 에디션                       |
| 2012년 9월  | 《Half Way Home》                 | 버세틱 레코드                           | LP 에디션                       |
| 2014년 2월  | 《Burn Your Fire for No Witness》 | 잭재규어(CD, LP), 버세틱 레코드(카세트) | CD, LP, 카세트                  |
| 2016년 9월  | 《My Woman》                      | 잭재규어                                | CD, LP, 카세트, 디지털 다운로드 |
| 2019년 10월 | 《All Mirrors》                   | 잭재규어                                | CD, LP, 카세트, 디지털 다운로드 |
| 2022년 6월  | 《Big Time》                      | 잭재규어                                | CD, LP, 카세트, 디지털 다운로드 |

카세트
| 발매일     | 제목                      | 레코드 레이블      | 비고        |
| ---------- | ------------------------- | ------------------ | ----------- |
| 2010년 7월 | 《Strange Cacti》         | 버세틱 레코드      | 데뷔 카세트 |
| 2010년 9월 | 《Lady Of The Waterpark》 | 러브 라이온 레코드 | 커버 카세트 |

싱글
| 발매일     | 제목            | 레코드 레이블   | 비고       |
| ---------- | --------------- | --------------- | ---------- |
| 2013년 1월 | 《Sleepwalker》 | 식스틴 탬버린즈 | 7인치 싱글 |
| 2016년 6월 | 《Intern》      | 잭재규어        |            |

### 보니 "프린스" 빌리와 함께한 음반
| 발매일      | 제목                     | 레코드 레이블      | 비고        |
| ----------- | ------------------------ | ------------------ | ----------- |
| 2011년 4월  | 《Island Brothers》      | 드래그 시티 레코드 | 10인치 비닐 |
| 2011년 10월 | 〈Wolfroy Goes to Town〉 | 드래그 시티 레코드 | CD/LP       |
| 2012년 7월  | 〈Now Here's My Plan〉   | 드래그 시티 레코드 | CD/LP       |

### 그외 참여 음반
| 발매일      | 제목                                                                                | 레코드 레이블        | 비고                                                 |
| ----------- | ----------------------------------------------------------------------------------- | -------------------- | ---------------------------------------------------- |
| 2013년 12월 | 《Tim Kinsella sings the songs of Marvin Tate by LeRoy Bach featuring Angel Olsen》 | 조이풀 노이즈 레코딩 | LP                                                   |
|             | 〈Attics of My Life〉                                                               | 드래그 시티 레코드   | 2016년 컴필레이션 음반 《Day of the Dead》를 위한 곡 |